# 栗山徳蔵
栗山 徳蔵（くりやま とくぞう、1884年〈明治17年〉11月 - 没年不明）は、日本の政治家（東京目黒区会議員、碑衾町会議員）、地主。

## 人物
東京府・栗山万之丞の長男。1918年、家督を相続した。農業を営み、地主であった。目黒区会議員に推された。宗教は日蓮宗。住所は東京目黒区緑ヶ丘。

## 家族・親族
栗山家
目黒区古民家（目黒区指定文化財）は、緑ヶ丘一丁目の栗山重治の旧宅であった。江戸時代に「年寄」という村の重要な役職を務めた旧衾村（ほぼ現在の環七通り西側）の栗山家の主屋を、竹林が生い茂る「すずめのお宿緑地公園」内に移築・復元（昭和59年4月に開設）し、保存・公開している。
- 父・万之丞[1][2] - 第1期碑衾村会議員をつとめた[3]。
- 妹[1][2]
- 妻・八重（1887年 - ?、東京、宮田又三郎の二女）[1][2]
- 男・重治（1915年 - ?）[1][2]
- 男（1922年 - ）[1][2]
- 長女（1912年 - ?、長野、田中雄哉の妻）[1][2]
- 二女（1914年 - ?、東京、小杉武雄の妻）[1][2]
- 三女[1]